# Acordo de Uagadugu (2013)
O acordo de Uagadugu foi assinado em 18 de junho de 2013 entre a República do Mali e os grupos armados rebeldes, o Movimento Nacional de Libertação do Azauade (MNLA) e o Alto Conselho para a Unidade de Azauade (HCUA).[carece de fontes?]

## Contexto
Em 2013, norte do Mali é reconquistado pelo exército do Mali, da França, do Chade e de outros países africanos. Os rebeldes do Movimento Nacional para a Libertação do Azauade se beneficiam da derrota dos jiadistas para recuperar o controle de várias cidades no norte do Mali, incluindo Quidal.[carece de fontes?]
Inicialmente hostil à realização de eleições em Quidal, o MNLA finalmente concorda em maio em permitir a realização das eleições presidenciais em julho, embora se recusasse a admitir a entrada do exército maliano e propõe que a segurança das eleições fosse assegurada pelas tropas da ONU tanto em Quidal como em todo o Azauade. Esta proposta é rejeitada pelo governo maliano que exige a presença do exército em Quidal.
No entanto, em 2 de junho, a situação se agrava em Quidal, onde o MNLA detém 180 pessoas, trinta são liberadas no dia seguinte, porém cerca de 10 ou 20 prisioneiros, acusados de serem espiões e militares malianos infiltrados, são mantidos na prisão. Por sua parte, o governo do Mali acusa o MNLA de cometer saques contra a população negra; songais, fulas e belas. De acordo com testemunhas, muitos habitantes negros são forçados a prometer fidelidade ao MNLA sob pena de serem expulsos de Quidal e evacuados para Gao. No dia seguinte, o MNLA declara que os detidos que não eram nativos de Azauade serão expulsos e reconduzidos a Douentza
Em 4 de junho, o exército do Mali começa a se mover e se apodera de Anéfif depois de um combate contra o MNLA, que deixou vários mortos..  No mesmo dia, um homem-bomba tenta assassinar um coronel do MNLA em Quidal, ele se explodiu, mas apenas uma pessoa foi ferida. A França intervém após o combate, envia uma centena de homens para a Anéfis e retarda a ofensiva maliana sobre Quidal.

## Assinatura
As negociações começam no dia 6 de junho, sendo abertas em um contexto tenso uma vez que no dia anterior o exército maliano tomou a cidade de Anéfif após uma batalha empreendida contra o MNLA.
No dia 7, o emissário do presidente maliano Tiébilé Dramé exige que o Movimento Árabe de Azauade (MAA) e as milícias Ganda Koy participem das negociações. Mas os grupos armados tuaregues e a mediação burquinense recusam.
Nos primeiros três dias, as discussões estão bloqueadas. O Mali exige o desarmamento do MNLA com a entrada de suas tropas em Quidal, enquanto os rebeldes exigem a suspensão do mandado de prisão internacional emitido pelo governo contra seus principais membros.
Um acordo finalmente é alcançado ao permitir a realização das eleições presidenciais em Quidal até o final de julho. Foi criada uma comissão conjunta, composta por quatro membros do exército, quatro membros dos grupos rebeldes, bem como representantes do exército francês e do MINUSMA. Sua missão seria planejar o retorno do exército e da administração a Quidal e supervisionar o processo de segurança.
Um cessar-fogo imediato é decretado, bem como um acantonamento dos combatentes rebeldes. O Mali renuncia à sua demanda pelo desarmamento imediato dos rebeldes tuaregues e, em troca, o MNLA aceita a implantação do exército maliano em Quidal. O MNLA e o Alto Conselho para a Unidade de Azauade obtêm igualmente a menção do termo "Azauade" no acordo apesar da oposição de Bamaco, no entanto, por outro lado, eles não recebem a suspensão das ações judiciais contra alguns de seus membros.
O acordo é assinado em 18 de junho de 2013, após onze dias de negociações. Este é assinado, pelo lado maliano, pelo Ministro da Administração Territorial, o Coronel Moussa Sinko Coulibaly, e por Bilal Ag Acherif, Secretário-Geral do MNLA e Algabass Ag Intalla, representante do Alto Conselho para a Unidade de Azauade, na presença do presidente de Burquina Fasso Blaise Compaoré, o mediador na crise maliana.

## Aplicação
Em 5 de julho, em conformidade com os acordos assinados, as forças do MNLA e do Alto Conselho para a Unidade de Azauade começam a retirada para seus três acantonamentos, dois dos quais situados em Quidal e o terceiro na periferia. No dia seguinte, 150 soldados malianos entram em Quidal. A reação da população não é unânime, com confrontos entre manifestantes pró-Mali e manifestantes pró-Azauade causando vários feridos. Em 18 de julho, novos tumultos surgem entre os pró-Mali, principalmente songais, e os pró-Azauade, principalmente tuaregues, provocando uma morte e sete feridos.
Os dois turnos das eleições presidenciais ocorrem sem incidentes em 28 de julho e em 11 de agosto. Ibrahim Boubacar Keïta é eleito presidente com 77,61% dos votos, contra 22,4% para Soumaïla Cissé, com participação de 48,98% no primeiro turno e 45,78% no segundo.
Após se confrontarem entre fevereiro e maio de 2013, o Movimento Árabe de Azauade e o MNLA se conciliam durante as negociações de Uagadugu. Em 8 de agosto, o MNLA, o Alto Conselho para a Unidade de Azauade e o Movimento Árabe de Azauade publicam uma declaração conjunta onde reivindicam a autonomia dos povos de Azauade.